# Oszlár
Oszlár es un pueblo húngaro perteneciente al distrito de Tiszaújváros, condado de Borsod-Abaúj-Zemplén.

## Superficie
Cuenta con una superficie de 5,71 km².

## Demografía
Hasta 2024 la población era de 309 habitantes, con una densidad de población de 54,11 hab/km².
| Gráfica de evolución demográfica de Oszlár entre 2020 y 2024 |
|                                                              |
| Datos según la Oficina Central de Estadística de Hungría.    |